# Ahmed Mohamed Ibrahim Saad
Ahmed Mohamed Ibrahim Othman Saad – (25 de febrero de 1989) es un deportista egipcio que compite en lucha grecorromana. Ganó una medalla de oro en los Juegos Panafricanos de 2015. Ha ganado cinco medallas en el Campeonato Africano de Lucha entre los años 2012  y 2016. Obtuvo una medalla de bronce en los Juegos Mediterráneos de 2013.

## Palmarés internacional
| Juegos Panafricanos  | Juegos Panafricanos               | Juegos Panafricanos | Juegos Panafricanos |
| Año                  | Lugar                             | Medalla             | Categoría           |
| -------------------- | --------------------------------- | ------------------- | ------------------- |
| 2015                 | Brazzaville (República del Congo) | Medalla de oro      | 98 kg               |
| Campeonato Africano  |                                   |                     |                     |
| Año                  | Lugar                             | Medalla             | Categoría           |
| 2012                 | Marrakech (Marruecos)             | Medalla de bronce   | 96 kg               |
| 2014                 | Túnez (Túnez)                     | Medalla de oro      | 85 kg               |
| 2014                 | Túnez (Túnez)                     | Medalla de plata    | 125 kg              |
| 2015                 | Alejandría (Egipto)               | Medalla de oro      | 85 kg               |
| 2016                 | Alejandría (Egipto)               | Medalla de oro      | 98 kg               |
| Juegos Mediterráneos |                                   |                     |                     |
| Año                  | Lugar                             | Medalla             | Categoría           |
| 2013                 | Mersin (Turquía)                  | Medalla de bronce   | 96 kg               |